# Małgorzata Woźniak
Małgorzata Anna Woźniak z domu Rogala (ur. 26 czerwca 1960 w Garwolinie) – polska urzędniczka samorządowa, nauczycielka i polityk, posłanka na Sejm VII kadencji.

## Życiorys
W 2008 uzyskała magisterium z politologii na Wydziale Nauk Społecznym Wyższej Szkoły Pedagogicznej Towarzystwa Wiedzy Powszechnej w Warszawie. Odbyła również studia podyplomowe z administracji publicznej oraz zarządzania finansami publicznymi i projektami. Pracowała jako nauczycielka, a następnie jako urzędniczka samorządowa w gminie Chynów, gdzie została kierownikiem miejscowego urzędu stanu cywilnego. Udzielała się również jako społeczny kurator sądowy ds. rodzinnych i nieletnich. W latach 2006–2014 była radną powiatu grójeckiego, do 2010 pełniła funkcję wiceprzewodniczącej rady powiatu. W 2014 nie uzyskała reelekcji.
W wyborach w 2011 bez powodzenia kandydowała z listy Platformy Obywatelskiej do Sejmu w okręgu radomskim, otrzymując 2017 głosów. 13 stycznia 2015 objęła mandat poselski w miejsce Radosława Witkowskiego. W wyborach w tym samym roku nie została wybrana na kolejną kadencję. W 2019 wystartowała ponownie do Sejmu jako kandydatka Koalicji Obywatelskiej.